# Mollah Hassan Kashi-mausoleum

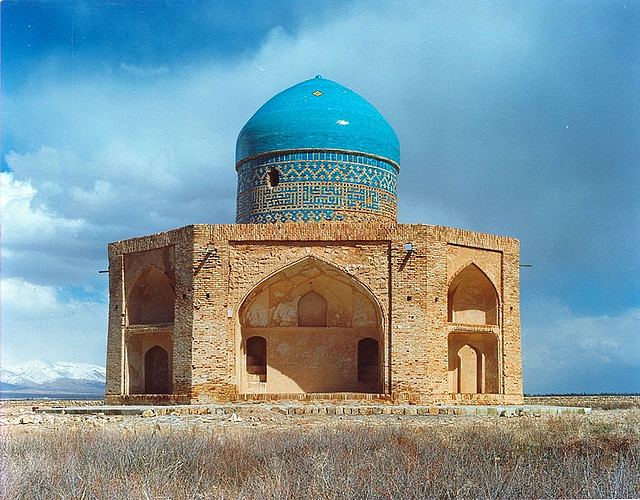
Mollah Hassan Kashi-mausoleum

Mollah Hassan Kashi-mausoleum (Perzisch: آرامگاه ملاحسن كاشي) is een vrijstaand gebouw en ligt 2,5 kilometer ten zuiden van Soltaniyeh (Iran) Dit 16e-eeuwse mausoleum werd gebouwd tijdens de regering van Shah Tahmasp I, ter ere van Mollah Hassan Kashi, een 14e-eeuwse mysticus, wiens herschikking van de historische islamitische sagen als Perzische poëtische heldendichten onbewust een enorme invloed had op de sjiitische islam.